# 로저 이버트

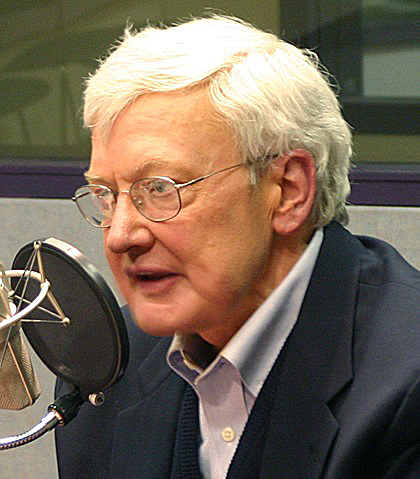
로저 이버트

로저 조지프 이버트(Roger Joseph Ebert, 1942년 6월 18일 ~ 2013년 4월 4일)는 미국의 영화 평론가, TV 진행자, 작가이다. 신문, TV 프로그램, 저작권, 강연 활동과 교수, 자신의 웹 사이트를 통해 많은 사람들에게 영화 관람 방법과 수용의 방법을 소개하고 알려지지 않은 명작을 소개하는 등 미국에서 가장 유명한 영화 평론가이다. 2005년 6월에는 영화 평론가로 처음으로 할리우드 명예의 거리에 이름을 새겼다. 또한 콜로라도 대학교, 미국 영화 협회 등에서 명예 학위를 받았다.
2002년 갑상샘암과 침샘 종양 선고를 받고 투병, 2010년 수술 후 회복된 모습을 공개하고 활동을 재개하였으나 2013년 4월 4일 암 재발로 사망하였다. 향년 72세

## 게임과 관련한 논쟁
2005년 이버트는 비디오 게임은 예술이 아니며, 영화나 문학처럼 작가적인 통제에 의해 만들어진 미디어보다 열등하다고 의견을 밝혔다. 그는 "비디오 게임은 우아하고, 절묘하며, 세련되고, 도전적이며, 시각적으로 아름다울 수 있다."고 인정했지만, "(게임이라는) 매체의 특성이 단순한 기교를 넘어 예술의 지위로 올라가는 것을 막는다."고 주장했다. 이버트의 발언은 비디오 게임 지지자들의 반발을 불러일으켰다. 이에 반대해 클라이브 바커같은 작가는 예술로서의 비디오 게임을 옹호했다. 그는 주장하길 게임은 사람들에게 감동을 전달하는 힘이 있고, 문학이나 영화 비평가의 소견은 소비자가 직접 느끼는 경험보다 덜 중요하며, 이버트는 게임에 대한 편견을 가지고 있다고 주장했다. 이에 대해 이버트는 자신이 편견을 가지지 않았다고 완곡하게 부인했다. 그는 단순한 감동이 예술성을 보장하는 것이 아니며, 비평가 또한 소비자라고 반박했다.
이후 2010년 4월 그는 다시 자신의 주장을 옹호하는 발언을 했다. "현재 살고 있는 그 어떤 비디오 게이머도 예술 형식으로서 (게임) 매체를 경험할만큼 오래 살지 못할 것이다." 그는 또한 자신은 절대로 비디오게임에 "시간을 들이는 것이 가치있다고" 생각해본 적이 없다고 말했다. 당연히 자신은 한번도 게임을 플레이해본적이 없다고 했다.
2010년 7월 1일, 에버트는 자신의 블로그에서 비디오 게임은 예술이 될 수 없다는 자신의 입장을 유지하면서도, 직접 게임을 플레이해보지 않고 회의적인 주장을 한 것은 잘못임을 인정했다. 그는 게이머들이 그의 블로그에 완다와 거상같은 게임을 추천하는 댓글에 답변을 하기도 했다. 그러면서 여전히 게임 매체를 플레이하는 데 대해 흥미가 없음을 드러내기도 했다. 한편 이버트는 자신이 교토의 우주론을 즐긴다고 밝히기도 했다.

## 참조 문서
1. ↑  Ebert, Roger (November 27, 2005). "Why did the chicken cross the genders?" 보관됨 2010-06-19 - 웨이백 머신 rogerebert.com.
2. ↑  Ebert, Roger (2005년 12월 6일). “Gamers fire flaming posts, e-mails...”. rogerebert.com/Chicago Sun-Times. 2012년 6월 22일에 원본 문서에서 보존된 문서. 2022년 1월 24일에 확인함.
3. ↑  Ebert, Roger (2007년 7월 21일). “Games vs. Art: Ebert vs. Barker”. rogerebert.com. 2013년 2월 11일에 원본 문서에서 보존된 문서. 2022년 1월 19일에 확인함.
4. ↑  Ebert, Roger (April 16, 2010). "Video games can never be art" 보관됨 2011-10-10 - 웨이백 머신. Roger Ebert's Journal.
5. ↑  Brockway, Robert (April 22, 2010). "Why Ebert is Wrong: A Defense of Games As Art". Cracked.com.
6. ↑  Ebert, Roger (July 1, 2010). Roger Ebert. "Okay, kids, play on my lawn" 보관됨 2010-08-11 - 웨이백 머신. rogerebert.com.